# Bruce Fairbairn
Bruce Earl Fairbairn (30 de diciembre de 1949 – 17 de mayo de 1999) fue un productor musical canadiense, activo entre 1976 y 1999 y es considerado uno de los mejores de su generación. Entre sus producciones más notables destacan Slippery When Wet y New Jersey de Bon Jovi, Permanent Vacation, Pump y Get a Grip de Aerosmith y The Razors Edge de AC/DC, cada uno logrando ventas de al menos 5 millones de copias. Produjo álbumes para músicos y bandas de renombre como Loverboy, Blue Öyster Cult, Bon Jovi, Poison, Aerosmith, AC/DC, Scorpions, Van Halen, Chicago, The Cranberries, INXS, Kiss y Yes. 
Falleció repentinamente el 17 de mayo de 1999 debido a un infarto cardíaco fulminante. Fairbairn estaba en esos momentos en medio de la grabación del álbum de Yes The Ladder. El grupo estaba muy satisfecho con el trabajo del productor porque veían que les estaba guiando en la dirección correcta. Ese día Fairbairn no se presentó a la hora de siempre por el estudio. Al ser un hombre serio y metódico, la banda y los técnicos empezaron a preocuparse después de esperarlo más de dos horas y dejarle varios mensajes en su contestador.
Un ingeniero de sonido del estudio decidió acercarse a su domicilio para ver si lo localizaba allí. Le extrañó que al llegar a la puerta se encontraran aún unas cintas de grabación que le había dejado el día anterior. No se atrevió a entrar solo y llamó a Jon Anderson para que entrara con él. Entre los dos forzaron la puerta y entraron al domicilio. Anderson subió al piso superior y se encontró con el cuerpo sin vida del productor junto a la cama.

## Discografía como productor
- 1977: Prism - Prism
- 1978: Prism - See Forever Eyes
- 1979: Prism - Armageddon
- 1980: Prism - Young and Restless
- 1980: Loverboy - Loverboy
- 1980: The Skids - Days in Europa
- 1981: Loverboy - Get Lucky
- 1982: Strange Advance - Worlds Away
- 1982: Kasim Sulton - Kasim
- 1983: Blue Öyster Cult - The Revölution by Night
- 1983: Loverboy - Keep It Up
- 1984: Krokus - The Blitz
- 1984: Fast Forward - Living in Fiction
- 1985: Black N Blue - Without Love
- 1985: Honeymoon Suite - The Big Prize
- 1986: Bon Jovi - Slippery When Wet
- 1987: Aerosmith - Permanent Vacation
- 1987: Loverboy - Wildside
- 1988: Dan Reed Network - Dan Reed Network
- 1988: Bon Jovi - New Jersey
- 1989: Aerosmith - Pump
- 1989: Stairway to Heaven/Highway to Hell
- 1989: Gorky Park - Gorky Park
- 1990: AC/DC - The Razors Edge
- 1990: Paul Laine - Stick it in Your Ear
- 1990: Poison - Flesh & Blood
- 1991: Dan Reed Network - The Heat
- 1991: AC/DC - Live
- 1993: Aerosmith - Get a Grip
- 1993: Scorpions - Face the Heat
- 1994: Jackyl - Push Comes to Shove
- 1995: Van Halen - Balance
- 1995: Chicago - Night & Day Big Band
- 1996: The Cranberries - To the Faithful Departed
- 1997: INXS - Elegantly Wasted
- 1998: Kiss - Psycho Circus
- 1998: The Atomic Fireballs - Torch This Place
- 1999: Yes - The Ladder